# Dékin
Dékin è un arrondissement del Benin situato nella città di Dangbo (dipartimento di Ouémé) con 7.891 abitanti (dato 2006).